# Championnat du Mexique de football 1962-1963
Navigation
Saison précédente Saison suivante
La Primera División 1962-1963 est la vingtième édition de la première division mexicaine.
Lors de ce tournoi, le Chivas de Guadalajara a tenté de conserver son titre de champion du Mexique face aux treize meilleurs clubs mexicains.
Chacun des quatorze clubs participant au championnat était confronté deux fois aux treize autres.
Seulement une place était qualificative pour la Coupe des champions de la CONCACAF.

## Les 14 clubs participants
| \| Mexico: Club América CF Atlante Club Necaxa Pumas UNAM Guadalajara: CF Atlas Chivas de Guadalajara Deportivo Nacional Oro de Jalisco CF Tampico Oro Morelia CF Monterrey Deportivo Toluca FC FC León Mexico Guadalajara Deportivo Irapuato \| Localisation des clubs engagés dans le championnat. |
| Mexico: Club América CF Atlante Club Necaxa Pumas UNAM Guadalajara: CF Atlas Chivas de Guadalajara Deportivo Nacional Oro de Jalisco CF Tampico Oro Morelia CF Monterrey Deportivo Toluca FC FC León Mexico Guadalajara Deportivo Irapuato                                                           |

| Club                    | Stade                          | Capacité          | Ville       |
| Club América            | Stade Olímpico Universitario   | 62 214            | Mexico      |
| CF Atlante              | Stade inconnu                  | Capacité inconnue | Mexico      |
| CF Atlas                | Stade Jalisco                  | 56 713            | Guadalajara |
| Chivas de Guadalajara   | Stade Jalisco                  | 56 713            | Guadalajara |
| Deportivo Irapuato      | Stade inconnu                  | Capacité inconnue | Irapuato    |
| Oro de Jalisco          | Stade Jalisco                  | 56 713            | Guadalajara |
| FC León                 | Stade inconnu                  | Capacité inconnue | León        |
| CF Monterrey            | Stade Tecnológico              | 33 485            | Monterrey   |
| Oro Morelia             | Campo Morelia                  | Capacité inconnue | Morelia     |
| Deportivo Nacional (en) | Stade Felipe Martínez Sandoval | 10 000            | Guadalajara |
| Club Necaxa             | Parque Oblatos                 | Capacité inconnue | Mexico      |
| Pumas UNAM              | Stade Olímpico Universitario   | 62 214            | Mexico      |
| CF Tampico              | Stade inconnu                  | Capacité inconnue | Tampico     |
| Club Toluca             | Stade Nemesio Díez             | 27 000            | Toluca      |

## Compétition
Les quatorze équipes s'affrontent à deux reprises selon un calendrier tiré aléatoirement.
Le classement est établi sur l'ancien barème de points (victoire à 2 points, match nul à 1, défaite à 0).
Le départage final se fait selon les critères suivants si le titre ou la relégation sont en jeu :
- Le nombre de points.
- Un match de départage.

Sinon le départage final se fait selon les critères suivants :
- Le nombre de points.
- La différence de buts générale.
- La différence de buts particulière.
- Le nombre de buts marqué à l'extérieur.
- Le tirage au sort.

### Classement
| Rang | Équipe                    | Pts | J  | G  | N  | P  | Bp | Bc | Diff |
| ---- | ------------------------- | --- | -- | -- | -- | -- | -- | -- | ---- |
| 1    | Oro de Jalisco            | 36  | 26 | 15 | 6  | 5  | 55 | 35 | +20  |
| 2    | Chivas de Guadalajara (T) | 35  | 26 | 12 | 11 | 3  | 39 | 25 | +14  |
| 3    | Club América              | 31  | 26 | 11 | 9  | 6  | 42 | 24 | +18  |
| 4    | CF Atlas                  | 31  | 26 | 11 | 9  | 6  | 38 | 31 | +7   |
| 5    | CF Monterrey              | 28  | 26 | 8  | 12 | 6  | 42 | 38 | +4   |
| 6    | Deportivo Nacional (en)   | 27  | 26 | 9  | 9  | 8  | 37 | 33 | +4   |
| 7    | Club Toluca               | 26  | 26 | 8  | 10 | 8  | 32 | 31 | +1   |
| 8    | Club Necaxa               | 25  | 26 | 9  | 7  | 10 | 47 | 51 | -4   |
| 9    | FC León                   | 25  | 26 | 6  | 13 | 7  | 35 | 41 | -6   |
| 10   | CF Atlante                | 22  | 26 | 6  | 10 | 10 | 34 | 38 | -4   |
| 11   | Deportivo Irapuato        | 22  | 26 | 8  | 6  | 12 | 32 | 48 | -16  |
| 12   | Pumas UNAM (P)            | 21  | 26 | 6  | 9  | 11 | 32 | 41 | -9   |
| 13   | Oro Morelia               | 18  | 26 | 5  | 8  | 13 | 29 | 47 | -18  |
| 14   | CF Tampico                | 17  | 26 | 5  | 7  | 14 | 39 | 50 | -11  |

| Légende : Qualifications et relégations | Légende : Qualifications et relégations                                                              |
| --------------------------------------- | --- |
|                                         | Coupe des champions 1963 (1er tour de qualification)                                                 |
|                                         | Relégué en Primera División A                                                                        |
|                                         | (T) : Tenant du titre (C) : Vainqueur de la Copa México 1962-1963 (P) : Promu de la saison 1961-1962 |

## Bilan du tournoi
| Tableau d'Honneur    |                       |
| Compétition          | Vainqueur             |
| Primera División     | Oro de Jalisco        |
| Copa México          | Chivas de Guadalajara |
| Campeón de Campeones | Oro de Jalisco        |

| Qualifications continentales 1962-1963 |                |
| Coupe des champions                    | Qualifiés      |
| 1er Tour de qualification              | Oro de Jalisco |

| Promotions et relégations     |            |
| Relégué en Primera División A | CF Tampico |
| Promu de Primera División A   | Zacatepec  |